# Последняя надежда (фильм, 1985)
«Последняя надежда» (англ. Def-Con 4) — канадский фантастический фильм, снятый в 1985 году, на постапокалиптическую тему.

## Сюжет
Двое мужчин и женщина — астронавты космической станции, на которой находится ядерное оружие. На Земле вспыхивает Третья Мировая война. Через несколько месяцев после начала ядерной войны астронавтам приходится вернуться на Землю. После жесткой посадки члены экипажа выживают, но одного из мужчин убивают выжившие в войне люди-каннибалы, а другого берёт в плен местный главарь банды. Женщина после посадки была без сознания среди их разбившегося корабля, но вскоре и её ловят бандиты. Астронавты пытаются выжить.

## В ролях
- Мори Чайкин — Винни
- Кейт Линч — Джордан
- Кевин Кинг — Гидеон Хайес
- Джон Уолш — Уокер
- Ленор Занн — Джей Джей
- Тим Чоут[англ.] — Хоуи
- Джефф Пастил — Лаки
- Донна Кинг — Элис

## Критика
TV Guide дал фильму 3 звезды, восхваляя сценарий войны, более темный подход к жанру апокалипсиса и общий тревожный эффект фильма. В этой функции фильм получил только 2,5 звезд, найдя космические сцены фильма хорошими, но наземные сцены обычными.